# Ricardo Balbín
Ricardo Balbín (Buenos Aires, 1904 — La Plata, 1981) était un homme politique et avocat argentin, l’une des figures sans doute les plus notables de l’Union civique radicale (UCR), parti politique dont il présida le comité national de 1959 jusqu’à sa mort en septembre 1981, et sous l’étiquette duquel il fut par quatre fois candidat à la présidence de la république argentine, en 1951, en 1958, et lors des deux élections de 1973.
Fils d’un employé des chemins de fer, il s’engagea de bonne heure dans le radicalisme et eut une certaine part dans la victoire du radical Yrigoyen en 1928. Après le renversement de celui-ci par le coup d’État de 1930, prélude au régime corrompu de la Décennie infâme, il mena une opposition inlassable et intransigeante, renonçant même à son siège de député provincial de Buenos Aires lorsque l’ampleur de la fraude électorale vint à être connue. Après le coup d’État de 1943, il déclina l’offre de collaboration faite par Perón, lequel était occupé à construire une base de pouvoir fondée sur les syndicats et la classe ouvrière, et élabora, avec d’autres personnalités radicales, la Déclaration d’Avellaneda, qui prévoyait de faire jouer à l’État un rôle majeur dans le développement de l’Argentine. Le scrutin de février 1946 (démocratique et exempt de fraude) vit la victoire de Perón, aux dépens des radicaux, qui se regroupèrent avec d’autres fractions dans un bloc d’opposition présidé par Balbín, lequel fera sous le péronisme plusieurs brefs séjours en prison. À la chute de Péron en 1955, le radicalisme appuya la junte militaire issue du putsch, mais éclata en deux factions rivales, l’une emmenée par Balbín, l’autre par Frondizi. Ce dernier emporta les élections de 1958, Balbín lui faisant désormais une âpre opposition. Le radical Illia, soutenu par Balbín, succédera à Frondizi en 1963, mais, sans appuis dans la société argentine, sera renversé par un coup d’État militaire. Les élections faisant suite à la restauration démocratique en 1973 verront derechef s’affronter Balbín et son vieil adversaire Perón, qui sortit grand vainqueur du scrutin. Après le coup d’État militaire de mars 1976, qui mit fin à une situation chaotique, Balbín adopta une attitude d’adhésion tacite, fort critiquée par les opposants à la dictature.

## Biographie

### Jeunesse et premiers engagements politiques

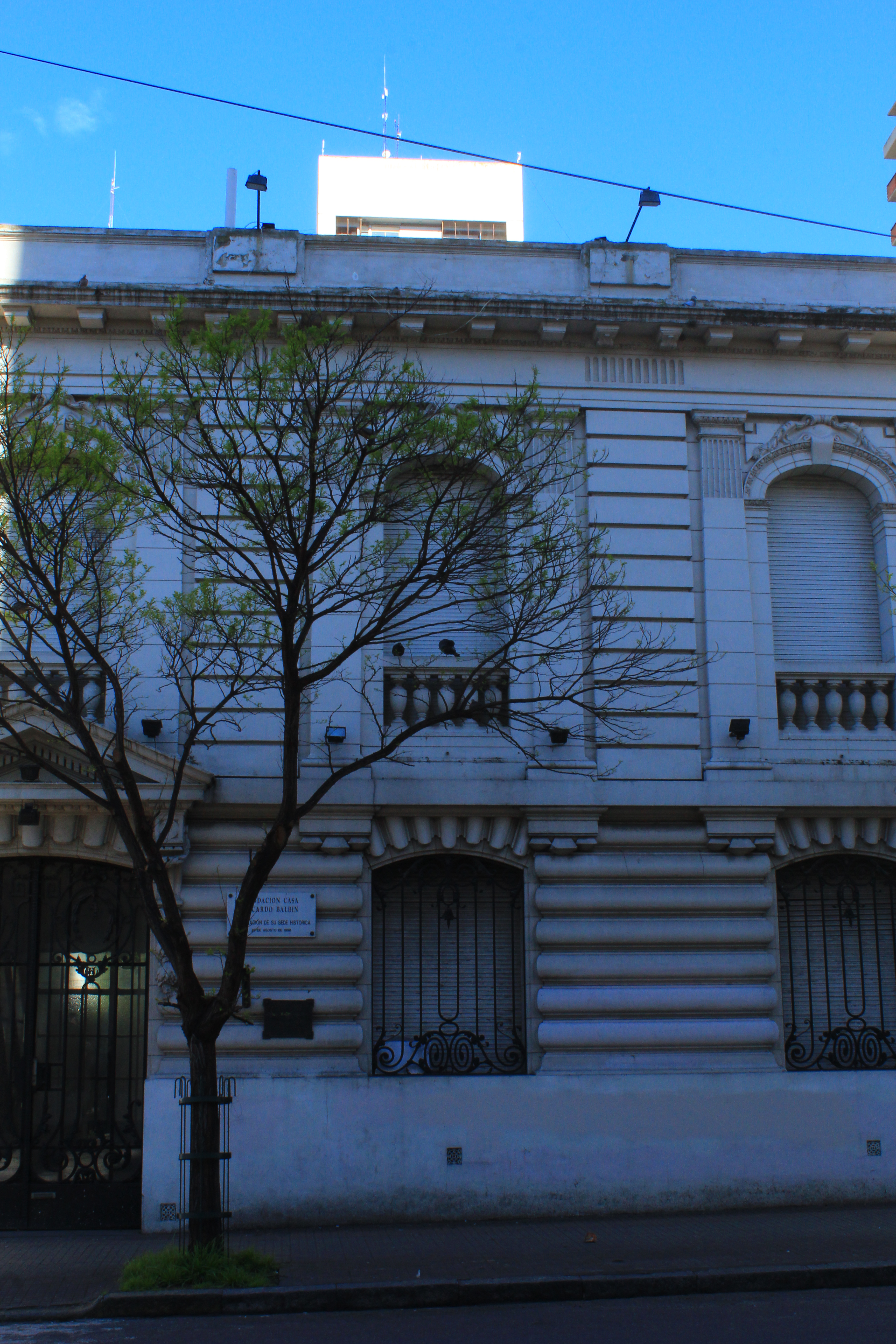
Maison de Ricardo Balbín à La Plata (classée Monument historique)

Ricardo Balbín naquit à Buenos Aires et eut pour père Cipriano Balbín, qui était préposé au wagon-restaurant de la compagnie de chemins de fer Ferrocarril del Sud et dont le métier interdira à la famille d’avoir un lieu de résidence fixe. Quand Ricardo avait cinq ans, sa mère, Encarnación Morales, tomba gravement malade et dut se rendre en Espagne pour y subir un traitement prolongé. En 1916, après achèvement de sa formation primaire à Ayacucho, dans la province de Buenos Aires, il déménagea vers la capitale fédérale, où, assistant cette même année à la prise de fonction du président Hipólito Yrigoyen, il sera profondément touché de voir la foule fêter l’avènement du gouvernement du premier président constitutionnel élu au suffrage universel (sans fraude électorale) en vertu de la loi Sáenz Peña fraîchement promulguée. Dans les années suivantes, il suivit des études secondaires au collège Saint-Joseph (Colegio San José) à Buenos Aires, études couronnées par un diplôme d’honneur. 
En 1921, il s’inscrivit à la faculté de médecine, où il fit la connaissance d’Arturo Illia, qui le mettra en contact avec les jeunes radicaux. Cependant, peu après le début du cursus, la mauvaise situation économique de sa famille le contraignit à abandonner ses études. En 1922, il se fixa à La Plata, où il obtint son livret civique et où il adhéra, dès l’âge de 18 ans, à l’Union civique radicale. L’effervescence étudiante qui régnait alors dans son nouveau lieu de résidence détermina chez lui une intensification de son engagement politique et le poussa à changer de vocation et à s’inscrire en 1924 à la faculté de droit de l’université nationale de La Plata, dont il deviendra bientôt délégué auprès de la Fédération universitaire de La Plata. Après un cursus bref et brillant, il obtint en 1927 son titre d’avocat, mais n’exercera la profession qu’en de rares occasions, préférant se vouer entièrement à l’activité politique. Il devint par ailleurs membre du Club de Gimnasia y Esgrima La Plata.

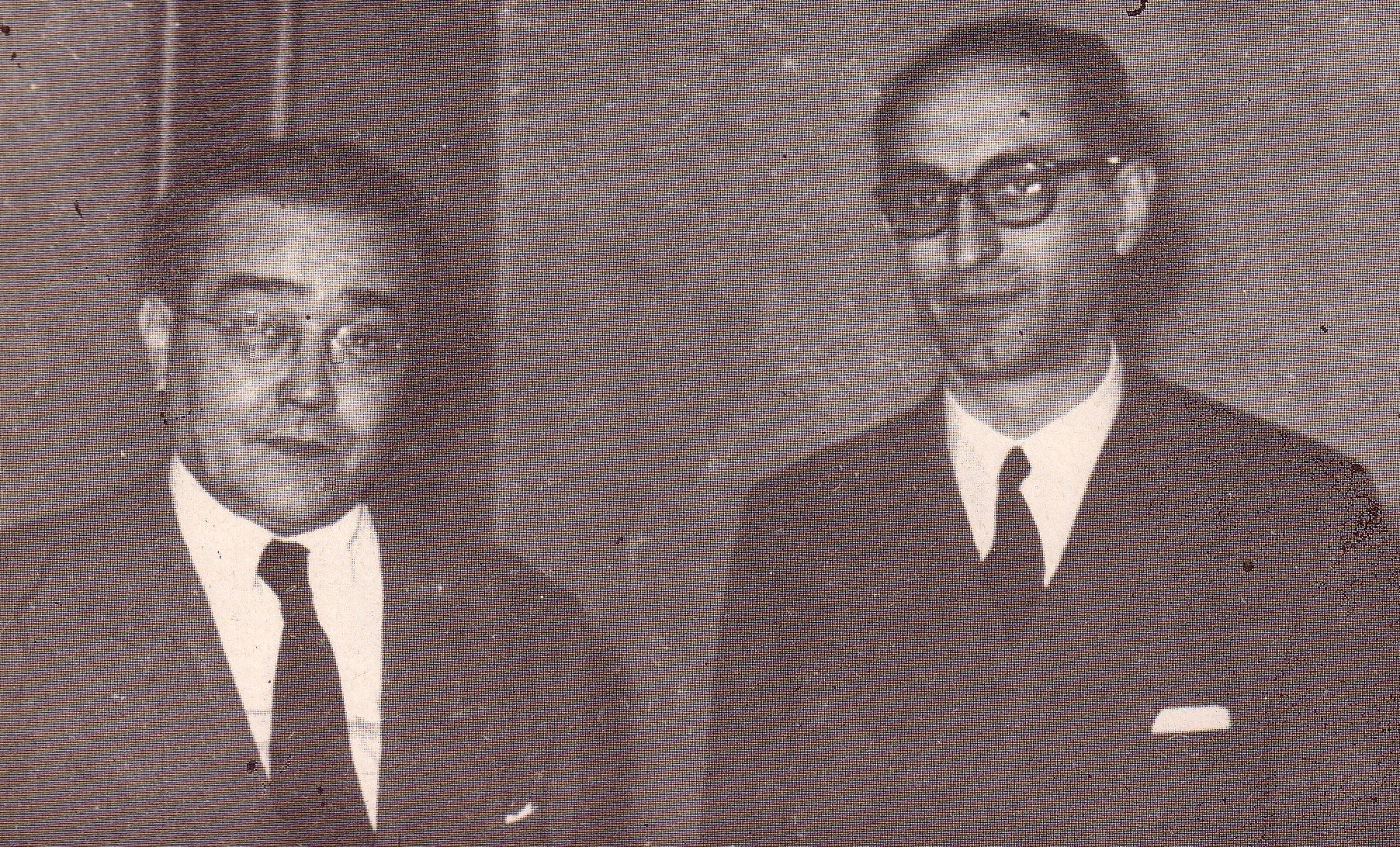
Balbín et Frondizi, deux des principaux exposants de la rénovation des instances dirigeantes du radicalisme dans les années 1940.

Lors d’un de ses continuels déplacements de La Plata à Buenos Aires, il fit la rencontre d’Indalia Ponzetti, jeune institutrice de Lanús, qu’il épousa en 1928, et avec laquelle il aura trois enfants : Lía Elena, Osvaldo et Enrique. Cette même année, Balbín participa activement à la campagne qui allait porter le radical Hipólito Yrigoyen pour la deuxième fois à la présidence, puis fut désigné procureur dans le cadre de l’Intervention fédérale décrétée par le nouveau gouvernement contre la province de Mendoza (en effet, la deuxième présidence d’Yrigoyen sera marquée par de multiples conflits dans les provinces, dont plusieurs se trouvaient aux mains des conservateurs, et par les subséquentes interventions fédérales décidées par le pouvoir central).

### La Décennie infâme
Balbín retourna à La Plata peu de temps après, en 1930, année où José Félix Uriburu renversa Yrigoyen par un coup d’État, et fut élu président du Comité de la première section radicale de La Plata. En 1931, lors des élections que le gouvernement de facto avait convoquées dans la province de Buenos Aires, Balbín fut élu député provincial et le radical Honorio Pueyrredón gouverneur ; cependant, comme la victoire inopinée de l’UCR contrecarrait les projets de la dictature d’Uriburu, les élections furent annulées.
En 1932, prenant acte de son échec électoral, et privé d’appuis suffisants en faveur de son plan visant à réformer la constitution dans un sens corporatiste, Uriburu préféra démissionner et convoquer des élections générales, d’où sortit vainqueur le binôme Agustín P. Justo — Julio A. Roca, d’idéologie libérale-conservatrice. Le nouveau gouvernement issu des urnes, qui reflétait fidèlement les intérêts des fractions les plus étroites de l’oligarchie agraire, fera de nouveau appel à la fraude électorale (nommée fraude patriotique) afin d’éviter, selon ses propres paroles, le retour de la « canaille » (chusma) à la direction du pays. 
En juillet 1933 mourut Yrigoyen, et ses obsèques, auxquelles assista une foule nombreuse, seront une occasion pour les radicaux de se rencontrer et de conférer, puis de sceller leur engagement « intransigeant » de ne plus prendre part à des élections frauduleuses, en accord avec les préceptes du fondateur du parti, Leandro N. Alem. En 1934 néanmoins, l’UCR, sous la direction de Marcelo Torcuato de Alvear, renonça à l’abstention et résolut de participer désormais aux élections organisées par le régime. En 1938 fut ainsi élu le président Roberto Marcelino Ortiz, radical alvéariste qui tentera d’éradiquer la fraude électorale par laquelle il avait pourtant accédé à la présidence. 
Dans les années 1930, Balbín déploya une intense activité politique, dénonçant inlassablement la fraude électorale, et en 1940 fut derechef élu député provincial de Buenos Aires, mais décida, remplissant une promesse en ce sens, de renoncer à son siège pour marquer son rejet de la fraude scandaleuse qui avait caractérisé une nouvelle fois ce scrutin. Du reste, l’ampleur de la fraude portera le président Ortiz à décréter, le 8 mars 1940, une intervention fédérale contre la province. À la mi-1942, Ortiz fut contraint de démissionner pour raisons de santé, cédant le poste à son vice-président, le conservateur Ramón Castillo, qui s’empressa de rétablir la pratique de la fraude électorale.

### Révolution de 1943
Face au pourrissement de la situation politique, et confrontées à une agitation syndicale croissante, les forces armées, sous la houlette du Groupe d’officiers unis (GOU), loge militaire secrète dont beaucoup de membres étaient favorables aux puissances de l'Axe, exécutèrent un nouveau coup d’État le 4 juin 1943 contre le gouvernement de Castillo. L’on vit bientôt émerger, au sein du nouveau régime, la figure du colonel Juan Domingo Perón, qui viendra à partir d’octobre 1943 occuper tour à tour les postes de secrétaire au Travail et à la Prévoyance, de ministre de la Guerre, et de vice-président de la République. Entre-temps, peu après le coup d’État, Balbín fonda au sein de l’UCR le courant nommé Revisionismo Bonaerense (bonaerense = relatif à la province de Buenos Aires), qu’iront rejoindre d’importantes personnalités radicales telles qu’Oscar Alende, Crisólogo Larralde et Moisés Lebensohn. Ce nouveau groupe politique attira l’attention de Perón, qui convoqua Balbín à se réunir avec lui au ministère de la Guerre, dans l’espoir de le gagner à sa cause. Balbín toutefois, s’il se rendit à l’invitation, préféra garder sa propre identité politique.
En 1945, inspiré de l’exemple d’Amadeo Sabattini, dirigeant intransigeant originaire de Córdoba, il cofonda le Mouvement d’intransigeance et de rénovation (en espagnol Movimiento de Intransigencia y Renovación, acronyme MIR), aux côtés d’Arturo Frondizi, Crisólogo Larralde, Oscar Alende, Moisés Lebensohn, et d’autres dirigeants radicaux. Les diverses factions intransigeantes du radicalisme sauront se rassembler dans ce mouvement et s’accorder sur un document programmatique, dit Déclaration d’Avellaneda, élaboré en avril 1945 et cosigné par Balbín, Larralde, Lebensohn et Alejandro Gómez, entre autres. Les propositions centrales de cette plate-forme étaient sous-tendues par l’idée de faire jouer par l’État un rôle actif dans le développement national de l’Argentine, et comprenaient une réforme agraire, la nationalisation des sources d’énergie, le développement des services publics, la mise sur pied d’une assurance sociale obligatoire, l’adoption d’une législation protégeant les travailleurs, et une réforme financière ; les signataires s’engageaient à reconnaître le droit de grève et à amplifier l’enseignement public ; sur le plan de la politique internationale, ils défendaient le principe yrigoyéniste de l’autodétermination des peuples,.

### Premier péronisme

#### Député fédéral

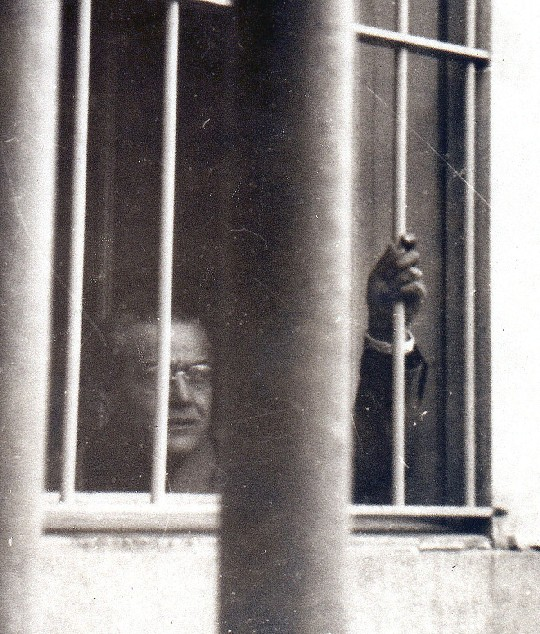
Balbín emprisonné (1950).

Vers la fin de 1945, après la journée décisive du 17 octobre, la Convention nationale de l’UCR, en dépit de l’opposition des intransigeants et de la délégation de Córdoba, décida de constituer un front électoral antipéroniste, avec le Parti socialiste, le Parti communiste, les Démocrates progressistes et les fractions conservatrices. Malgré la défaite aux élections du 24 février 1946, qui virent la victoire de Juan Perón, les radicaux remportèrent 44 sièges à la Chambre des députés, et Balbín fut élu président du groupe d’opposition dénommé Bloque de los 44. Ses actions parlementaires d’opposition au gouvernement péroniste lui vaudront des persécutions politiques et des poursuites judiciaires, jusqu’à se faire expulser du congrès en 1949, sous l’accusation d’« outrage » (desacato), et incarcérer dans la prison d’Olmos, non loin de La Plata.
Sitôt remis en liberté, il se présenta en 1950 comme candidat au poste de gouverneur de la province de Buenos Aires, mais fut battu par le péroniste Domingo Mercante, et sera en outre, le jour même du scrutin, à nouveau mis en détention. À la fin de cette même année, le président Perón l’amnistia, mesure d’indulgence que Balbín cependant rejeta au motif que la procédure pénale n’avait encore donné lieu à aucune sentence.

#### Élections de 1951
Balbín, relâché, fut en 1951 désigné par la Convention nationale de l’UCR candidat à la présidence de la Nation, formant binôme (fórmula) avec Arturo Frondizi, candidat à la vice-présidence ; cependant, aux élections de novembre, ce fut une nouvelle fois Juan Perón qui s’imposa, et en 1954, Balbín fut à nouveau emprisonné.
Le bombardement de la place de Mai en juin 1955 porta Perón à assouplir les implacables mécanismes de censure et à ouvrir les ondes à l’opposition politique. Le 21 juin, Balbín put ainsi s’exprimer à la radio et déclara notamment :

« Nous déplorons que le gouvernement ait aussi tardivement reconnu que le radicalisme ne s’est pas opposé aux conquêtes sociales ; ce retard a créé un climat de méfiance préjudiciable à l’œuvre commune au service du peuple. »

### Révolution libératrice
En septembre 1955, le gouvernement péroniste fut déposé par un putsch civico-militaire débouchant sur la dictature militaire autodénommée Révolution libératrice. Le radicalisme appuya le nouveau gouvernement et accepta de faire partie du Comité consultatif (Junta Consultiva) convoqué par la dictature. Le péronisme une fois déchu, les lignes de fracture internes entre les trois grandes factions du radicalisme — le MIR, le Mouvement d’intransigeance national (Movimiento de Intransigencia Nacional, sigle MIN, sabbatiniste) et l’Unionisme — tendront à s’approfondir. Frondizi, arrivé à la présidence du Comité national de l’UCR dès 1954, se disposait à accéder à la présidence de la Nation. En 1957, après la rupture entre Frondizi et l’unionisme et le sabbatinisme, les dissidences internes conduisirent finalement à la fracture du radicalisme, qui se scinda entre d’une part l’Union civique radicale intransigeante (Unión Cívica Radical Intransigente, UCRI), avec à sa tête Arturo Frondizi, et qui proclama les candidatures d’Arturo Frondizi et d’Alejandro Gomez, et d’autre part l’Union civique radicale du peuple (Unión Cívica Radical del Pueblo, UCRP), dont le premier comité national fut présidé par Crisólogo Larralde et qui se choisit pour ses candidats aux élections présidencielles de 1958 Balbín, en binôme avec l’ancien gouverneur de la province de Córdoba, Santiago del Castillo en tant que candidat à la vice-présidence. 

#### Élections de 1958
Frondizi remporta le scrutin grâce aux voix normalement dévolues à Perón mais qui ne purent se porter sur son nom attendu que sa force politique se trouvait alors toujours proscrite. 
En 1959, Balbín fut élu président du Comité national de l’UCRP, et mènera une âpre opposition au gouvernement de Frondizi, jugeant que celui-ci s’écartait par trop des idées du radicalisme. L’UCRP chercha à mettre en avant la figure de Crisólogo Larralde, dont le prestige serait à même de réunifier le radicalisme. Candidat au poste de gouverneur de la province de Buenos Aires aux élections convoquées pour mars 1962, Larralde cependant mourut durant la campagne, et le radicalisme du peuple se classa troisième. Après le renversement de Frondizi, Balbín impulsa, en vue des élections de juillet 1963, la candidature d’Arturo Illia — gouverneur de Córdoba élu en 1962 —, qui sera élu président de la Nation, avec Carlos Perette à la vice-présidence. Balbín ne put éviter, de sa position au sein du parti, l’isolement progressif du gouvernement radical, assailli par le syndicalisme péroniste et par les milieux patronaux, ce qui amènera finalement le coup d’État de juin 1966 dirigé par le général Juan Carlos Onganía. Balbín dira, dans une autocritique, que « le peuple ne savait pas ce que nous, les radicaux, étions en train de faire ».

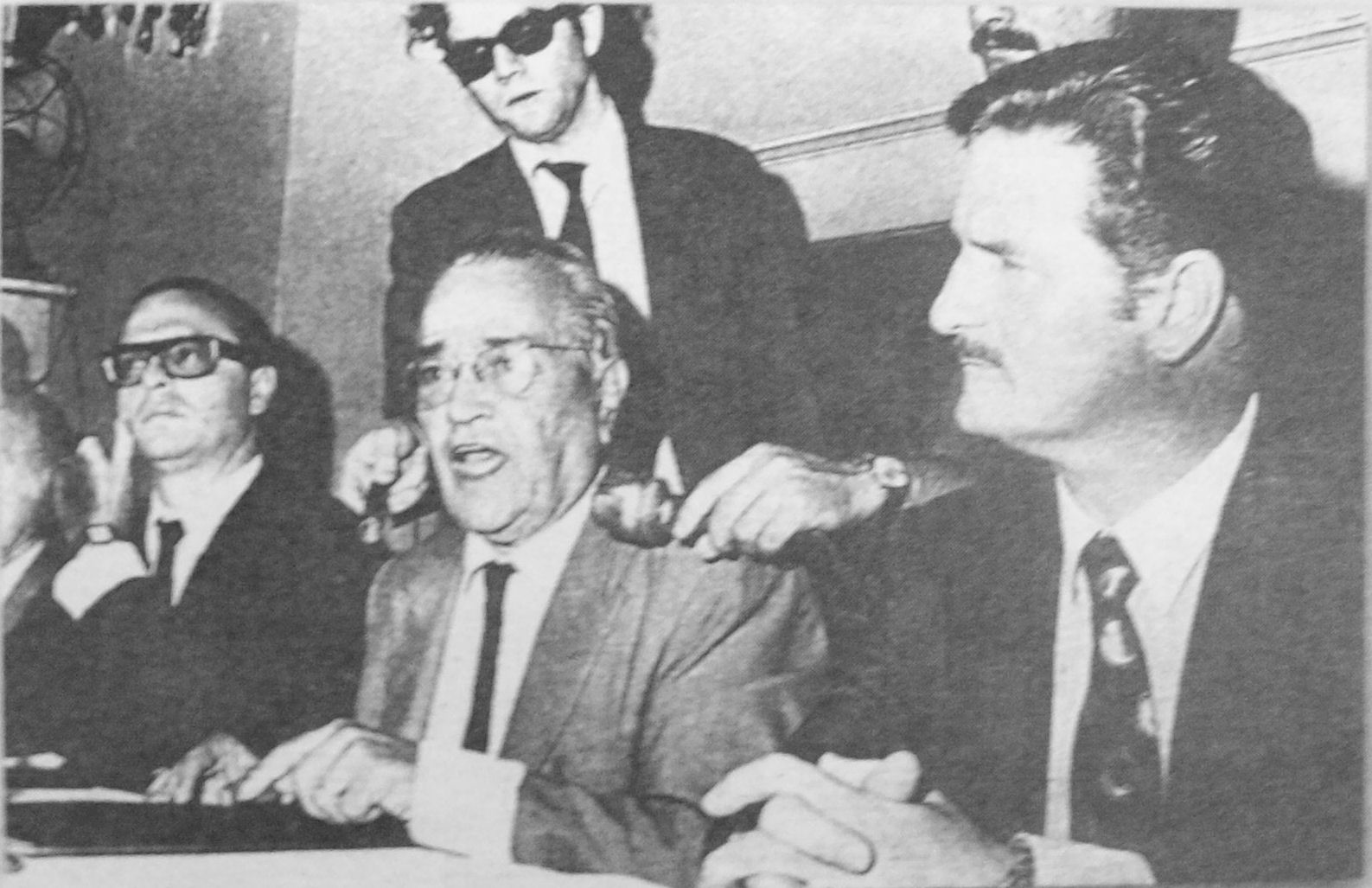
Ricardo Balbín à côté du délégué de Perón Jorge Daniel Paladino (à l’avant-plan à droite), lors d’une réunion de La Hora del Pueblo. Ce fut la première fois que le radicalisme et le péronisme faisaient alliance pour unir leurs forces contre la dictature militaire.

#### La Hora del Pueblo
En novembre 1970, Balbín fut, aux côtés d’autres partis et sensibilités politiques, parmi lesquels le péronisme, le socialisme et le conservatisme populaire, à l’initiative d’une conférence multipartite réunissant différents représentants politiques et réclamant le retour à la légalité, et dont les positions furent consignées dans un document intitulé La Hora del Pueblo (littér. l’Heure du peuple) et sous-titré Sans solution politique, une solution économique est impensable.
En 1972, Balbín fonda le courant interne Línea Nacional, puis, après avoir battu aux élections internes Raúl Alfonsín, sera à nouveau candidat à la présidence, en binôme avec Eduardo Gamond. À la fin de cette même année, Perón revint brièvement en Argentine et rencontra Balbín, réunion à l’occasion de laquelle les deux dirigeants s’engagèrent à lever les différends historiques et à préserver l’unité des forces populaires. Le chef radical clôtura sa campagne électorale par une phrase où il reconnut ses faibles possibilités de l’emporter face à l’avalanche péroniste : « Celui qui gagne, gouverne, et celui qui perd, apporte son aide ».
Le 11 mars 1973, avec le binôme Héctor Cámpora - Vicente Solano Lima, le péronisme parvint une nouvelle fois à s’imposer dans les urnes.

### Élections de septembre 1973 et deuxième péronisme

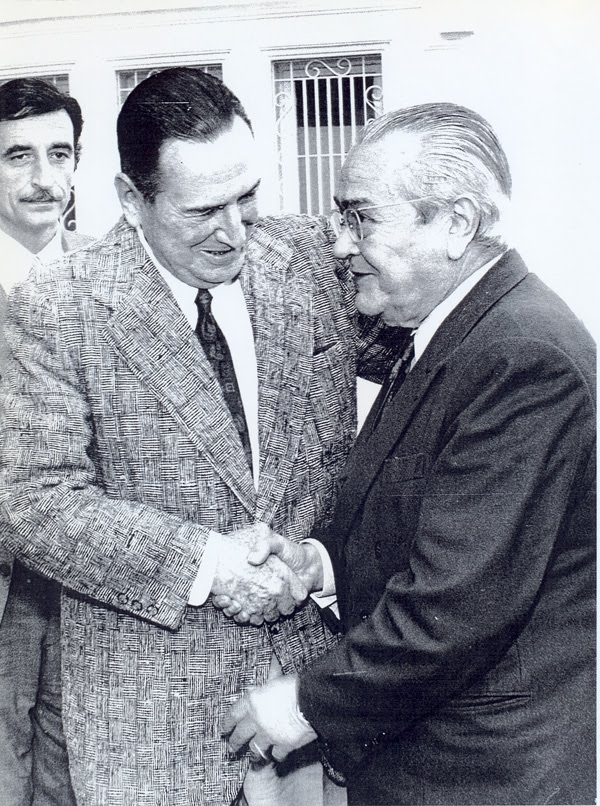
L’accolade historique de Balbín et de Perón à Buenos Aires en 1972.

À la mi-1973, après le retour définitif de Perón en Argentine, le gouvernement de Cámpora fraîchement élu démissionna à la mi-juillet, à la suite de quoi de nouvelles élections furent convoquées ouvrant la voie à Perón pour se présenter comme candidat à la présidence pour la troisième fois. Certains secteurs dans les partis radical et péroniste avaient certes suggéré le binôme Perón-Balbín comme formule d’unité nationale, mais la pression des appareils respectifs tant du péronisme que du radicalisme fit que l’idée ne put se concrétiser. Balbín représentera une ultime fois son parti comme candidat à la présidence, s’adjoignant cette fois, pour former un binôme, le jeune dirigeant radical Fernando de la Rúa. Les vieux adversaires allaient donc s’affronter une fois encore. Perón, avec son épouse María Estela Martínez comme vice-présidente, remporta de façon écrasante le scrutin du 23 septembre 1973, s’imposant en effet avec 61 % des voix, contre 21 % pour l’UCR.
Perón cependant décédera le 1er juillet 1974, et les partis d’opposition s’accordèrent pour confier à Balbín le soin de prononcer le discours d’adieu au vieux líder péroniste. Balbín à cette occasion aura notamment les paroles suivantes :

« Il serait malhonnête que je ne dise pas que je viens au nom de mes vieilles luttes, lesquelles, pour avoir été sincères et évidentes, ont permis ces temps derniers d’arriver à une compréhension réciproque finale ; et pour avoir été loyal à la cause de la vieille lutte, je fus reçu avec confiance sur la scène officielle que présidait le président mort. »

Balbín conclut son discours en disant : « Ce vieil adversaire [que je suis] prend congé d’un ami ».

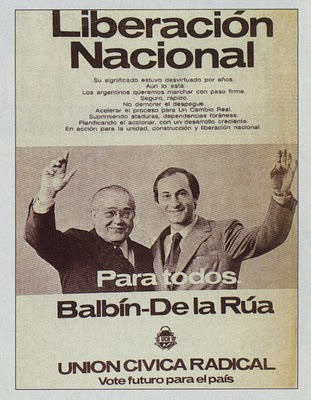
Affiche de campagne de Ricardo Balbín, candidat à l'élection présidentielle argentine du 23 septembre 1973, en binôme avec Fernando de la Rúa, pour l’UCR.

C’est du reste vers cette date que, si l’on en croit Gustavo Caraballo, il fut le plus près d’accéder enfin à la présidence, car tel aurait été le vœu du même Perón. En 1975 et au début de 1976, Balbín s’employa à éviter un coup d’État militaire, le radicalisme proposant même, par la voix de Balbín, de former un gouvernement d’unité nationale, proposition cependant repoussée par le justicialisme. La tendance 
putschiste ne cessa de s’intensifier, et le 24 mars 1976, la présidente María Estela Martínez fut renversée par un coup d’État, prélude à la dictature militaire autodénommée Processus de réorganisation nationale. 

« Videla affirma qu’en février 1976, celui qui était alors le titulaire de l’Union civique radicale, Ricardo Balbín, lui demanda que "dès que possible" les forces armées commettent un coup d’État et « évitent ainsi une longue agonie à la République ». Selon le réprimeur, le dirigeant radical lui déclara aussi, pendant un dîner au domicile d’un ami commun "environ 45 jours avant le 24 mars 1976", qu’"il ne devait pas s’attendre à des applaudissements" s’[il] interrompait l’ordre constitutionnel, mais lui assura que, de la part du radicalisme, "[il] ne sèmerait pas non plus de cailloux sur son chemin". »

### Processus de réorganisation nationale
Sous la dictature dite Processus de réorganisation nationale fut instauré un régime de terrorisme d’État qui causa des dizaines de milliers de victimes — disparues, enlevées, torturées et exilées. L’activité des partis politiques fut suspendue. Face à cette dictature, l’attitude de Balbín en sera une de tacite adhésion, et les organisations de défense des droits de l’homme fustigeront la position de Balbín relativement à la violation massive de ces droits de l’homme par le nouveau régime. 
En particulier, il déclara lors d’une conférence de presse devant des correspondants étrangers, lorsqu’un journaliste l’interrogea avec quelque insistance à propos des desaparecidos :

« Vous autres, occupez-vous des morts, lesquels me font de la peine, mais moi je m’occupe des vivants, afin qu’ils ne meurent pas. »

— Ricardo Balbín.
De son côté, le dirigeant radical Luis Brasesco ― avocat qui défendit les prisonniers politiques dans les années 1970 ― a justifié les contacts qu’eut Balbín avec les militaires de la dictature, soutenant que ces contacts avaient pour but de sauver la vie de militants de la Juventud Radical et de Franja Morada, ce que Balbín aurait formulé en déclarant que « des vies humaines dépendaient de son silence ».
Après le coup d’État militaire de mars 1976, le radicalisme se mit en quête de soutien international. En mai de cette même année, Balbín assista à Caracas à la réunion de l’Internationale socialiste et se prononça contre la violence de la guérilla et pour le retour de la démocratie en Argentine. 
Sur le sujet du conflit autour des îles Lennox, Nueva et Picton, le discours de Balbín avait de paradoxales coïncidences avec le discours des « durs » de l’armée de terre et de la marine :

« Historiquement, l’Argentine a été excessivement généreuse lors de la fixation de ses frontières et a fait cadeau de beaucoup de territoire ; ce qu’il s’agit aujourd’hui de savoir est si les Chiliens peuvent avoir avancé au point que le Pacifique se soit transformé en Atlantique. Nous sommes ici quant à nous pour leur dire que non... L’Argentine, malheureusement, ne peut reculer, elle se trouve à la limite de ses vieilles tolérances et un jour ou l’autre, il lui faudra dire non, et nous l’avons dit cette fois-ci, car nous ne pouvons pas nous laisser tomber à la mer. »

— Ricardo Balbín.
En 1978, qui fut la pire des années au regard du nombre d’assassinats politiques commis par la dictature de Videla, Balbín critiqua les Argentins exilés qui dénonçaient les violations des droits de l’homme, dénonciations que Balbín qualifia d’« attaques contre l’Argentine » :

« [...] les auteurs de l’attaque qui est menée depuis l’extérieur contre notre pays. Les critiques viennent du dehors, contiennent des distorsions, et servent les causes de ceux qui s’en sont allés du pays après avoir allumé les flammes de l’incendie. »

En 1980, Balbín suscita un profond rejet chez les familles de desaparecidos en déclarant à un journal espagnol : « je crois qu’il n’y a pas de desaparecidos ; je crois qu’ils sont morts, quoique je n’aie vu le certificat de décès d’aucun d’eux ». Le rapport de la CONADEP (Commission nationale sur la disparition de personnes) devait démontrer quelques années plus tard qu’il y eut jusqu’au milieu de 1982 des desaparecidos en vie dans les plus de quatre centaines de camps de concentration en Argentine. 
Toujours en 1980, souffrant déjà d’une santé assez détériorée, Balbín, aux côtés de dirigeants du radicalisme, tant du desarrollismo que de l’intransigeance, œuvra à la création de la Multipartidaria (Multipartite), version remise à jour de la Hora del Pueblo et soubassement programmatique d’une coördination des principaux partis démocratiques, qui ouvrit la voie à la démocratisation du pays. En 1981, le remplacement de Videla par Roberto Eduardo Viola ouvrit un mince espace politique, le nouveau président entamant en effet un cycle de pourparlers avec des représentants des partis politiques. 
Balbín mourut le 9 septembre 1981 à La Plata. Ses obsèques donnèrent lieu à un rassemblement politique de masse, nonobstant l’interdiction des manifestations politiques.

## Hommages
Une avenue a été nommée en son honneur à Buenos Aires, l’Avenida Ricardo Balbín, anciennement Avenida del Tejar, ainsi que l’autoroute Doctor Ricardo Balbín, appelée auparavant, et jusqu’à 2004, route nationale 1.